# Australian Open 2014 - Quad doppio
David Wagner e Nicholas Taylor erano i detentori del titolo, ma Taylor non ha preso parte alla competizione.
Wagner ha partecipato con Andrew Lapthorne conservando il titolo.

## Teste di serie
1. Andrew Lapthorne /  David Wagner (campioni)
2. Dylan Alcott /  Lucas Sithole

## Tabellone

### Legenda
| - Q = Qualificato - WC = Wild card - LL = Lucky loser | - ALT = Alternate - SE = Special Exempt - PR = Protected Ranking | - w/o = Walkover - r = Ritirato - d = Squalificato |

### Finale
|  | Finale |                               |                               |   |   |  |
|  |        |                               |                               |   |   |  |
|  | 1      | Andrew Lapthorne David Wagner | Andrew Lapthorne David Wagner | 6 | 6 |  |
|  | 2      | Dylan Alcott Lucas Sithole    | Dylan Alcott Lucas Sithole    | 4 | 4 |  |